# 音無さんは破壊神!
『音無さんは破壊神!』（おとなしさんははかいしん）は、ちゅー太による日本の漫画作品。芳文社発行の『まんがタイムきららミラク』にて、2015年7月号から2017年2月号まで連載された。単行本は全2巻。

## あらすじ
音無いりすは普通の女の子だったが、ある日突然、神から地球を破壊する力を与えられてしまう。地球を破壊したくなければさせたくもなく、また友人たちとの平穏な日々を過ごしたい一方で、神からは地球を破壊するよう求められやむなく戦うことになる。

## 登場人物
音無 いりす（おとなし いりす）
15歳。ピンク色の髪の毛を三つ編みにしている。普通の女の子というよりはかなり内気で運動神経も良くなく、クラスでも癒し系小動物扱いされていた(すず曰く、豆腐も壊せない)のだが、ある日、夢の中で神から接吻される形で地球を破壊する力を与えられる。当初は夢だと思っていたものの、その破壊の力は本物であることを知り、なおかつ神からは地球を破壊するか、力を返すよう求められるが、地球を破壊したくもなければ平穏な日々も守りたいという思いもあって、何かと姿を現す神を撃退する日々を送る。一度はその力が暴走し巨大化するが、神によって封じられるも、再びその力が必要となる時がやってくる。
鈴木 すず（すずき すず）
金髪のショートヘアでいりすの小学生のころからの親友。出会ったころのいりすに「みゅーたん」というあだ名を命名するなど、当時から何かと世話をしており、破壊神の力を得たことを知ってもその友情は変わらなかった。いりすからは「すーちゃん」と呼ばれ全面的に信頼されている。
鳥居 やしろ（とりい やしろ）
アホ毛のある青い髪を左側で一本結びにしているナイスボディないりすとすずのクラスメイト。神社の一人娘で幼いころから霊感が強く友達がいなかった。いりすとすずの仲をうらやむ一方でいりすの異変を感知し、神との関係を知ったことから二人とは親しい仲となる。神のことを悪霊扱いしている。
神（かみ）
全知全能の神。自称IQ5億。見た目は幼児で裸の上に「神」の字をモチーフにした紋章のついた前掛け一枚というスタイル。頭の光輪は何でも取り出せる神具で、左腕には包帯と数珠が巻かれ強い力が封じてある。地球を破壊すべくいりすに力を与えるが、それを拒まれたため、力を取り戻そうと戦いを挑んではあっけなく撃退されている。見た目同様、考え方も幼児そのものである。力が暴走し巨大化したいりすの力を封じた時に、神としての能力が低下して天界へ戻ることができなくなったため、いりす達のクラスに転入してくる。それからも力を取り戻すべく画策するのだが、思いがけない事態へと発展する。
天使（てんし）
神に仕えている。週に5回は地球に来るほどの地球好きだが、神が地球を破壊するのを止めようとはしない。曰く、神に逆らうことはしないと言っているが、神の食事にタバスコを混入して反応を楽しんだり、時として神にかなり辛辣なことを言うなど疑わしい面もある。神と一緒にいりす達のクラスへ転入する。

## 書誌情報
- ちゅー太『音無さんは破壊神!』芳文社〈まんがタイムKRコミックス〉、全2巻
  1. 2016年3月26日発売 ISBN 978-4-8322-4680-5
  2. 2017年1月27日発売 ISBN 978-4-8322-4799-4